# Moirax
Moirax – miejscowość i gmina we Francji, w regionie Nowa Akwitania, w departamencie Lot i Garonna.
Według danych na rok 1990 gminę zamieszkiwało 817 osób, a gęstość zaludnienia wynosiła 50 osób/km² (wśród 2290 gmin Akwitanii Moirax plasuje się na 509. miejscu pod względem liczby ludności, natomiast pod względem powierzchni na miejscu 687.).